# La Santa Creu de l'Alzina
La Santa Creu de l'Alzina és una església del poble d'Alzina, del terme de Sant Esteve de la Sarga, al Pallars Jussà. Tot i que antigament tingué la categoria de parròquia, és sufragània de Sant Miquel de Moror, encara que el 1904 fou novament declarada parròquia, categoria que perdé ben aviat.
Es tracta d'una església romànica bastant modificada amb el pas dels anys. De fet, la part romànica conservada és a l'altra banda del cementiri, respecte de l'església actual.